# Tòa nhà Chrysler
Chrysler Building là một nhà chọc trời Art Deco ở phía đông của Manhattan, Thành phố New York, Hoa Kỳ, tại giao lộ của 42nd Street và Lexington Avenue. Tòa nhà này có chiều cao 318,7 m với 77 tầng.,. Hoàn thành năm 1930. Đến thời điểm đầu năm 2008, đây là cao thứ 26 thế giới. Tòa nhà này trong một thời gian ngắn là tòa nhà cao nhất thế giới trước khi bị Empire State Building quan mặt năm 1931. Tuy nhiên, Chrysler Building vẫn là tòa nhà bằng gạch cao nhất thế giới. Sau vụ khủng bố phá hủy Trung tâm Thương mại Thế giới, nó lại một lần nữa là tòa nhà cao thứ hai ở Thành phố New York cho đến tháng 12 năm 2007, khi chóp của Bank of America cao 385,8 m, đẩy Chrysler Building xuống vị trí thứ 3. Ngoài ra New York Times Building, khai trương năm 2007, cao ngang với Chrysler Building, cho nên hai tháp này đồng hạng 3..